# Джаяпрада
Джаяпрада (Джая Прада, телугу జయప్రద, англ. Jaya Prada; имя при рождении — Ла́лита Ра́ни, телугу లలితರಾಣಿ, англ. Lalita Rani; род. 3 апреля 1962, Раджамандри, Андхра-Прадеш, Индия) — индийская актриса и политик. За свою карьеру снялась в полутора сотнях фильмов на телугу, хинди, каннада, малаялам, бенгали, маратхи и тамильском языках.
В 1994 году вступила в партию Телугу Десам по приглашению её основателя Нандамури Тарака Рама Рао. Через несколько лет перешла в Самаджвади парти. В 2004—2014 годах — депутат Лок сабха (нижней палаты Парламента Индии). С 2014 года — член партии Раштрия лок дал.